# Bombus rufocinctus
Bombus rufocinctus (saknar svenskt namn) är en insekt i överfamiljen bin (Apoidea) och släktet humlor (Bombus) som lever i Nordamerika.

## Beskrivning
Huvudet på drottning och arbetare är svarthårigt med en del ljusare hår på ansikte och kinder. Främre delen av mellankroppen är gulhårig, men större delen av ovansidan är svart; undersidan är gråbrun. Första tergiten är klargul, andra är gul i mitten och baktill, men sidorna är gulbruna. Tredje är även denna gulbrun, fjärde är gul och femte samt sjätte är svarthåriga, dock med gula hår på den femtes sidor. Arbetarens bakkroppsmönster är mer variabelt än drottningens. Hanen har mer gult på huvudet än honorna, mellankropp som de, och en bakkropp som består av, framifrån räknat, ett gult band (tergit 1-2), ett svarthårigt band (tergit 3-4), återigen ett gult band (tergit 5-6) följt av den svarta bakkroppsspetsen (tergit 7). Arten är en ganska liten humla: Drottningen är mellan 16 och 18 mm lång, arbetarna 11 till 13 mm, och hanen 12–13 mm. Den är korttungad.

## Ekologi
Habitatet utgörs av skogar, skogsbryn, parker och trädgårdar. Bombus rufocinctus flyger från juli till oktober. Den besöker bland annat familjer som ärtväxter (klöver, sötväpplingssläktet och vickersläktet) korgblommiga växter (astrar, tistlar, Cikorior, gullrissläktet, flockelsläktet, grindelior, solrosor, binkor, korsörter och Viguiera), rosväxter (smultronsläktet) samt strävbladiga växter (fjärvor).
Boet byggs under eller på marken. Till skillnad från vad som är vanligt hos de flesta humlor, flyger hanarna hos denna art inte runt en bestämd bana, utan de etablerar sig på höga objekt i naturen där de spanar efter honor, och flyger an dem när de upptäcker dem (eller något objekt som liknar dem).

## Utbredning
Humlan är en nordamerikansk art: Utbredningsområdet sträcker sig från Northwest Territories, Nova Scotia, New Brunswick och Québec västerut till British Columbia i Kanada, söderut via Washington och Oregon till Kalifornien österut via Idaho, Nevada och Arizona till stora delar av New England samt söderut till West Virginia, Ohio, Illinois, Missouri, Kansas, Colorado och New Mexico i USA samt México och Mexico City i Mexiko. Isolerade förekomster finns även i Alaska i USA.

## Bevarandestatus
Populationen är stabil, även ökande i vissa områden, och Internationella naturvårdsunionen (IUCN) kategoriserar den som livskraftig (LC)..